# Плодючість
Плодючість (англ. fecundity) — здатність до розмноження. В  біології та  демографії це можлива репродуктивна здатність організму або  популяції, яка вимірюється числом  гамет (яєць), насіння,  спор  або  відростків рослин. Плодючість визначається  спадковістю і середовищем і є основною мірою  пристосованості особини.
Плодючість змінюється з віком, закономірно коливається по сезонах (у видів з повторним розмноженням) і в різні роки в залежності від ступеня забезпеченості їжею, щільності популяцій, кліматичних та інших факторів. Є предметом вивчення  популяційної екології.
У різних груп тварин плодючість дуже різна, особливо у видів з різними способами розмноження. Деякі комахи відкладають до декількох сотень тисяч і навіть мільйонів яєць, риба-місяць метає відразу до 300 млн ікринок. Тварини з великою тривалістю життя і високим ступенем турботи про потомство продукують набагато менше гамет і відповідно потомства.
Плодючість це тільки можливість створити потомство, що залежить від продукції гамет,  запліднення і виношування до народження, і тому відрізняється від  фертильності, мірою якої є реальна кількість нащадків, наприклад швидкість народження в популяції виражається числом новонароджених на 1000 особин на рік.